# Klimov M-103
Il Klimov M-103 era un motore a 12 cilindri a V, raffreddato a liquido. Fu prodotto in Unione Sovietica tra il 1938 ed il 1942.

## Storia, sviluppo e descrizione tecnica
Il Klimov M-103 consisteva nello sviluppo del precedente M-100 che, a sua volta, consisteva nella copia costruita su licenza del motore franco-spagnolo Hispano-Suiza 12Y.
Le differenze principali erano costituite da un nuovo albero a gomiti, dal monoblocco rinforzato e da modifiche nel disegno dei cilindri. Vennero inoltre innalzati il regime di rotazione, il rapporto di compressione e venne migliorata l'efficienza del compressore volumetrico.
La realizzazione delle modifiche ebbe inizio nel 1936 e nel mese di ottobre di quello stesso anno il nuovo motore era pronto per i test. I primi due esemplari sottoposti alle prove subirono rotture dovute a cedimenti del monoblocco e fu necessario un altro anno di lavoro per correggere i difetti riscontrati.
Dopo una nuova sessione di prove, effettuata nel corso del 1937, il l'M-103 fu avviato alla produzione in serie a partire dal 1938; realizzato negli stabilimenti di Rybinsk venne costruito complessivamente in 11 681 esemplari e rimase in produzione fino al 1942.
Partendo dal modello M-103 venne successivamente sviluppato il Klimov M-105.

## Aeromobili utilizzatori
Unione Sovietica
- Beriev MBR-7
- Tupolev ANT-40
- Yakovlev Yak-2